# Yukio Tsuda
Yukio Tsuda (津田 幸男 Tsuda Yukio?,  15 de agosto de 1917 en Hyogo - 17 de abril de 1979) fue un futbolista japonés que se desempeñaba como guardameta.
Tsuda jugó 4 veces para la selección de fútbol de Japón entre 1940 y 1951. Tsuda fue elegido para integrar la selección nacional de Japón para los Juegos Asiáticos de 1951.

## Trayectoria

### Clubes
| Club                        | País  | Año  |
| --------------------------- | ----- | ---- |
| Keio BRB                    | Japón | ???? |
| East Japan Heavy Industries | Japón | ???? |

### Selección nacional
| Selección | País  | Año         |
| --------- | ----- | ----------- |
| Absoluta  | Japón | 1940 - 1951 |

## Estadística de equipo nacional
| Selección de Japón | Selección de Japón | Selección de Japón |
| Año                | Part.              | Goles              |
| ------------------ | ------------------ | ------------------ |
| 1940               | 1                  | 0                  |
| 1941               | 0                  | 0                  |
| 1942               | 0                  | 0                  |
| 1943               | 0                  | 0                  |
| 1944               | 0                  | 0                  |
| 1945               | 0                  | 0                  |
| 1946               | 0                  | 0                  |
| 1947               | 0                  | 0                  |
| 1948               | 0                  | 0                  |
| 1949               | 0                  | 0                  |
| 1950               | 0                  | 0                  |
| 1951               | 3                  | 0                  |
| Total              | 4                  | 0                  |

## Palmarés

### Títulos nacionales
| Título             | Club                | País  | Año  |
| ------------------ | ------------------- | ----- | ---- |
| Copa del Emperador | Keio BRB            | Japón | 1936 |
| Copa del Emperador | Universidad de Keio | Japón | 1937 |
| Copa del Emperador | Keio BRB            | Japón | 1939 |
| Copa del Emperador | Keio BRB            | Japón | 1940 |